# Modrá
Modrá – gmina w Czechach, w powiecie Uherské Hradiště, w kraju zlińskim. Według danych z dnia 1 stycznia 2012 liczyła 691 mieszkańców.
W miejscowości znajduje się skansen archeologiczny z rekonstrukcjami budynków z czasów państwa wielkomorawskiego, m.in. kościoła z IX wieku.